# Presbytère Saint-Pierre de Montsort
Le presbytère Saint-Pierre de Montsort est un édifice situé à Alençon, en France.

## Localisation
Le monument est situé dans le département français de l'Orne, à Alençon, au 37 de la rue du Mans — précédemment 25 —, jouxtant l'église Saint-Pierre au sud.

## Architecture
La façade sur rue et son versant de toiture ainsi que le portail sont inscrits au titre des Monuments historiques depuis le 16 août 1958.